# Djordje Mihailović
Djordje Mihailović (Jacksonville, 10 novembre 1998) è un calciatore statunitense, di origini serbe, centrocampista del Toronto FC e della nazionale statunitense.

## Carriera

### Club
Il 17 dicembre 2020 viene acquistato dal Montréal Impact.

### Nazionale
Il 28 gennaio 2019 esordisce in nazionale maggiore nel successo per 3-0 in amichevole contro Panama, segnando pure il gol del provvisorio 1-0 degli USA.

## Statistiche

### Presenze e reti nei club
Statistiche aggiornate al 19 maggio 2024.
| Stagione            | Squadra             | Campionato          | Campionato | Campionato | Coppe nazionali | Coppe nazionali | Coppe nazionali | Coppe continentali | Coppe continentali | Coppe continentali | Altre coppe | Altre coppe | Altre coppe | Totale | Totale |
| Stagione            | Squadra             | Comp                | Pres       | Reti       | Comp            | Pres            | Reti            | Comp               | Pres               | Reti               | Comp        | Pres        | Reti        | Pres   | Reti   |
| ------------------- | ------------------- | ------------------- | ---------- | ---------- | --------------- | --------------- | --------------- | ------------------ | ------------------ | ------------------ | ----------- | ----------- | ----------- | ------ | ------ |
| 2017                | Chicago Fire        | MLS                 | 17+1       | 1          | USOC            | 1               | 0               | -                  | -                  | -                  | -           | -           | -           | 19     | 1      |
| 2018                | Chicago Fire        | MLS                 | 9          | 1          | USOC            | 0               | 0               | -                  | -                  | -                  | -           | -           | -           | 9      | 1      |
| 2019                | Chicago Fire        | MLS                 | 27         | 3          | USOC            | 1               | 0               | -                  | -                  | -                  | LC          | -           | -           | 28     | 3      |
| 2020                | Chicago Fire        | MLS                 | 18         | 2          | -               | -               | -               | -                  | -                  | -                  | MISB        | 2           | 0           | 20     | 2      |
| Totale Chicago Fire | Totale Chicago Fire | Totale Chicago Fire | 71         | 7          |                 | 2               | 0               |                    | -                  | -                  |             | 2           | 0           | 75     | 7      |
| 2021                | CF Montréal         | MLS                 | 34         | 4          | CC              | 1               | 0               | -                  | -                  | -                  | -           | -           | -           | 35     | 4      |
| 2022                | CF Montréal         | MLS                 | 29         | 11         | CC              | 0               | 0               | CCL                | 4                  | 1                  | -           | -           | -           | 33     | 12     |
| Totale CF Montréal  | Totale CF Montréal  | Totale CF Montréal  | 63         | 15         |                 | 1               | 0               |                    | 4                  | 1                  |             | -           | -           | 68     | 16     |
| gen.-giu. 2023      | AZ Alkmaar          | E                   | 15         | 1          | CO              | 1               | 0               | UECL               | 4                  | 0                  | -           | -           | -           | 20     | 1      |
| 2023-gen. 2024      | AZ Alkmaar          | E                   | 8          | 0          | CO              | 0               | 0               | UECL               | 8                  | 1                  | -           | -           | -           | 16     | 1      |
| Totale AZ           | Totale AZ           | Totale AZ           | 23         | 1          |                 | 1               | 0               |                    | 12                 | 1                  |             | -           | -           | 36     | 2      |
| 2024                | Colorado Rapids     | MLS                 | 21         | 10         | USOC            | 0               | 0               | -                  | -                  | -                  | LC          | 2           | 1           | 23     | 11     |
| Totale carriera     | Totale carriera     | Totale carriera     | 178        | 33         |                 | 4               | 0               |                    | 16                 | 2                  |             | 4           | 1           | 202    | 36     |

### Cronologia presenze e reti in nazionale
| Cronologia completa delle presenze e delle reti in nazionale ― Stati Uniti | Cronologia completa delle presenze e delle reti in nazionale ― Stati Uniti | Cronologia completa delle presenze e delle reti in nazionale ― Stati Uniti | Cronologia completa delle presenze e delle reti in nazionale ― Stati Uniti | Cronologia completa delle presenze e delle reti in nazionale ― Stati Uniti | Cronologia completa delle presenze e delle reti in nazionale ― Stati Uniti | Cronologia completa delle presenze e delle reti in nazionale ― Stati Uniti | Cronologia completa delle presenze e delle reti in nazionale ― Stati Uniti |
| Data                                                                       | Città                                                                      | In casa                                                                    | Risultato                                                                  | Ospiti                                                                     | Competizione                                                               | Reti                                                                       | Note                                                                       |
| -------------------------------------------------------------------------- | -------------------------------------------------------------------------- | -------------------------------------------------------------------------- | -------------------------------------------------------------------------- | -------------------------------------------------------------------------- | -------------------------------------------------------------------------- | -------------------------------------------------------------------------- | -------------------------------------------------------------------------- |
| 28-1-2019                                                                  | Glendale                                                                   | Stati Uniti                                                                | 3 – 0                                                                      | Panama                                                                     | Amichevole                                                                 | 1                                                                          | 62’                                                                        |
| 2-2-2019                                                                   | San Jose                                                                   | Stati Uniti                                                                | 2 – 0                                                                      | Costa Rica                                                                 | Amichevole                                                                 | -                                                                          | 63’                                                                        |
| 6-6-2019                                                                   | Washington                                                                 | Stati Uniti                                                                | 0 – 1                                                                      | Giamaica                                                                   | Amichevole                                                                 | -                                                                          |                                                                            |
| 19-6-2019                                                                  | Saint Paul                                                                 | Stati Uniti                                                                | 4 – 0                                                                      | Guyana                                                                     | Gold Cup 2019 - 1º turno                                                   | -                                                                          | 74’                                                                        |
| 27-6-2019                                                                  | Kansas City                                                                | Panama                                                                     | 0 – 1                                                                      | Stati Uniti                                                                | Gold Cup 2019 - 1º turno                                                   | -                                                                          |                                                                            |
| 10-12-2020                                                                 | Fort Lauderdale                                                            | Stati Uniti                                                                | 6 – 0                                                                      | El Salvador                                                                | Amichevole                                                                 | -                                                                          | 74’                                                                        |
| 25-6-2023                                                                  | Chicago                                                                    | Stati Uniti                                                                | 1 – 1                                                                      | Giamaica                                                                   | Gold Cup 2023 - 1º turno                                                   | -                                                                          | 66’                                                                        |
| 29-6-2023                                                                  | St. Louis                                                                  | Saint Kitts e Nevis                                                        | 0 – 6                                                                      | Stati Uniti                                                                | Gold Cup 2023 - 1º turno                                                   | 2                                                                          |                                                                            |
| 3-7-2023                                                                   | Charlotte                                                                  | Stati Uniti                                                                | 6 – 0                                                                      | Trinidad e Tobago                                                          | Gold Cup 2023 - 1º turno                                                   | -                                                                          | 70’                                                                        |
| 10-7-2023                                                                  | Cincinnati                                                                 | Stati Uniti                                                                | 2 – 2 dts (3 - 2 dtr)                                                      | Canada                                                                     | Gold Cup 2023 - Quarti di finale                                           | -                                                                          | 73’                                                                        |
| 13-7-2023                                                                  | San Diego                                                                  | Stati Uniti                                                                | 1 – 1 dts (4 - 5 dtr)                                                      | Panama                                                                     | Gold Cup 2023 - Semifinale                                                 | -                                                                          |                                                                            |
| Totale                                                                     |                                                                            | Presenze                                                                   | 11                                                                         |                                                                            | Reti                                                                       | 3                                                                          |                                                                            |

| Cronologia completa delle presenze e delle reti in nazionale ― Stati Uniti olimpica | Cronologia completa delle presenze e delle reti in nazionale ― Stati Uniti olimpica | Cronologia completa delle presenze e delle reti in nazionale ― Stati Uniti olimpica | Cronologia completa delle presenze e delle reti in nazionale ― Stati Uniti olimpica | Cronologia completa delle presenze e delle reti in nazionale ― Stati Uniti olimpica | Cronologia completa delle presenze e delle reti in nazionale ― Stati Uniti olimpica | Cronologia completa delle presenze e delle reti in nazionale ― Stati Uniti olimpica | Cronologia completa delle presenze e delle reti in nazionale ― Stati Uniti olimpica |
| Data                                                                                | Città                                                                               | In casa                                                                             | Risultato                                                                           | Ospiti                                                                              | Competizione                                                                        | Reti                                                                                | Note                                                                                |
| ----------------------------------------------------------------------------------- | ----------------------------------------------------------------------------------- | ----------------------------------------------------------------------------------- | ----------------------------------------------------------------------------------- | ----------------------------------------------------------------------------------- | ----------------------------------------------------------------------------------- | ----------------------------------------------------------------------------------- | ----------------------------------------------------------------------------------- |
| 24-7-2024                                                                           | Marsiglia                                                                           | Francia olimpica                                                                    | 3 – 0                                                                               | Stati Uniti olimpica                                                                | Olimpiadi 2024 - 1º turno                                                           | -                                                                                   | 76’                                                                                 |
| 27-7-2024                                                                           | Marsiglia                                                                           | Nuova Zelanda olimpica                                                              | 1 – 4                                                                               | Stati Uniti olimpica                                                                | Olimpiadi 2024 - 1º turno                                                           | 1                                                                                   | 57’                                                                                 |
| 30-7-2024                                                                           | Saint-Etienne                                                                       | Stati Uniti olimpica                                                                | 3 – 0                                                                               | Guinea olimpica                                                                     | Olimpiadi 2024 - 1º turno                                                           | 1                                                                                   | 52’                                                                                 |
| 2-8-2024                                                                            | Parigi                                                                              | Marocco olimpica                                                                    | 4 – 0                                                                               | Stati Uniti olimpica                                                                | Olimpiadi 2024 - Quarti di finale                                                   | -                                                                                   | 66’                                                                                 |
| Totale                                                                              |                                                                                     | Presenze                                                                            | 4                                                                                   |                                                                                     | Reti                                                                                | 2                                                                                   |                                                                                     |

## Palmarès
- Canadian Championship: 1

CF Montréal: 2021